# Miss Tibet

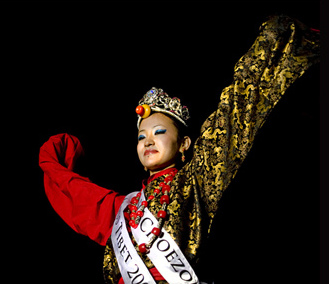
Tenzin Choezom, Miss Tibet 2009

Miss Tibet est un concours de beauté annuel qui se déroule à Dharamsala en Inde. Il est organisé par les Productions Lobsang Wangyal et depuis 2006, la lauréate se présente à l'élection de Miss Terre. Le concours est un des nombreux événements tibétains annuels attendus. L’évènement est  populaire parmi les Tibétains de la jeune génération.

## Historique
La première élection de Miss Tibet a lieu en octobre 2002.
Miss Tibet 2004, Tashi Yangchen, doit se retirer du concours au Zimbabwe après intervention de l'ambassade chinoise de Harare, la capitale du Zimbabwe, demandant qu’elle porte un titre de Miss Tibet-Chine en février 2005
En 2005, le gouvernement chinois fait pression sur des directeurs internationaux pour que « Miss Tibet » devienne « Miss Tibet-Chine ».
Certaines Miss Tibet doivent se retirer de concours internationaux — au Zimbabwe et en Malaisie — après qu'on leur  demande de porter un bandeau sur le titre. On demande à Tenzin Dolma, Miss Tibet 2007, de porter un bandeau de ce type aux Philippines à la dernière minute, mais elle refuse, mais elle est autorisée à conserver le bandeau Miss Tibet.
Tsering Chungtak, Miss Tibet 2006, se retire du concours Miss Tourisme en Malaisie après que des représentants du gouvernement chinois eurent fait pression sur l'organisateur pour qu’il la présente comme Miss Tibet-Chine au mois de novembre 2007.
Le 1er décembre 2009, Miss Tibet 2009, Tenzin Choezom, lance le départ de la course Run for AIDS pour marquer la Journée mondiale de lutte contre le SIDA à Dharamsala en Inde, appelant à arrêter la discrimination contre les personnes vivant avec le VIH,.
Lors de l'édition 2011, des participantes du concours accusent l'organisateur, Lobsang Wangyal, d'avoir trafiqué les résultats. Mis en demeure de s'expliquer à la télévision australienne, celui-ci répond que la feuille de notes des juges non tibétains a été volée pendant la nuit, tout en révélant par la même occasion que la note de ces derniers ne représentait que 25 % de la note totale, les 75 % restants revenant directement ou indirectement à lui-même, l'organisateur.
L'édition de 2012 est annulée en raison du résultat de l'édition de 2011.

## Les lauréates
| Années | Les lauréates                           | 1er tour        | 2e tour        | Origine           | Commentaire(s) |
| ------ | --------------------------------------- | --------------- | -------------- | ----------------- | --- |
| 2017   | Tenzin Paldon                           |                 |                | Inde              | |
| 2016   | Tenzing Sangnyi                         |                 |                | Inde              | |
| 2015   | Tenzin Choedon                          |                 |                | Dharamshala, Inde | |
| 2014   | Tenzin Yangzom                          |                 |                | Dharamshala, Inde | |
| 2013   | Tenzin Lhamo                            |                 |                | Bylakuppe, Inde   | |
| 2012   | Pas de lauréate, l'édition est annulée. |                 |                |                   | |
| 2011   | Tenzin Yangkyi                          |                 |                | Dharmashala, Inde | |
| 2010   | Tenzin Norzom                           | Yangchen Metok  | Rinchen Choden | Varanasi, Inde    | Tenzin Norzom a un diplôme de Shastri. Elle est née à Hunsur, un camp de réfugiés tibétains en Inde du sud.                                                      |
| 2009   | Tenzin Choezom                          | Ngawang Choying | Dolkar         | Dharamsala, Inde  | TBA |
| 2008   | Sonam Choedon                           | Jamyang Chentso |                | Kham, Tibet       | En 2008, il n’y eut que deux concurrentes, c’est pourquoi il n'y a pas de 2e tour. Sonam Choedon ne s’est pas présentée à un concours international.             |
| 2007   | Tenzin Dolma                            | Tsering Yangzom | Deeki Dolma    | Dharamsala, Inde  | Concours de Miss Terre 2007, les Philippines |
| 2006   | Tsering Chungtak                        | Wangchuk Palmo  | Tseten Yangzom | Shillong, Inde    | Concours de Miss Terre 2006, les Philippines Concours de Miss tourisme 2007, Malaisie                                                                            |
| 2005   | Tenzin Nyima                            |                 |                | Bylakuppe, Inde   | |
| 2004   | Tashi Yangchen                          |                 |                | Gangtok, Sikkim   | Expulsée du concours international de Miss tourisme au Zimbabwe, dû à la pression de la Chine                                                                    |
| 2003   | Tsering Kyi                             |                 |                | Amdo, Tibet       | Rencontre le Prince Charles à New Delhi, Inde, octobre 2003 |
| 2002   | Dolma Tsering                           |                 |                | Minyak, Tibet     | Participante : Miss tourisme concours intercontinental 2003, Malaisie Lauréates : Le meilleur costume national, la reine du tourisme international 2003, Mexique |

## Mémoire
Un documentaire concernant la première Miss Tibet  est réalisé en 2002 par Tenzin Tsetan Choklay.